# ایوان مراز
ایوان مراز (چکی: Ivan Mráz؛ زادهٔ ۲۴ مهٔ ۱۹۴۱) بازیکن و مربی فوتبال اهل چکسلواکی بود.
از باشگاه‌هایی که در آن بازی کرده‌است می‌توان به باشگاه فوتبال اسلوان براتیسلاوا و باشگاه فوتبال اسپارتا پراگ اشاره کرد.
وی همچنین در تیم ملی فوتبال چکسلواکی بازی کرده‌است.
وی در مسابقات کشوری و بین‌المللی در مجموع برندهٔ ۱ مدال نقره شده‌است.